# La Bruffière
La Bruffière est une commune française située dans le département de la Vendée, en région Pays de la Loire.

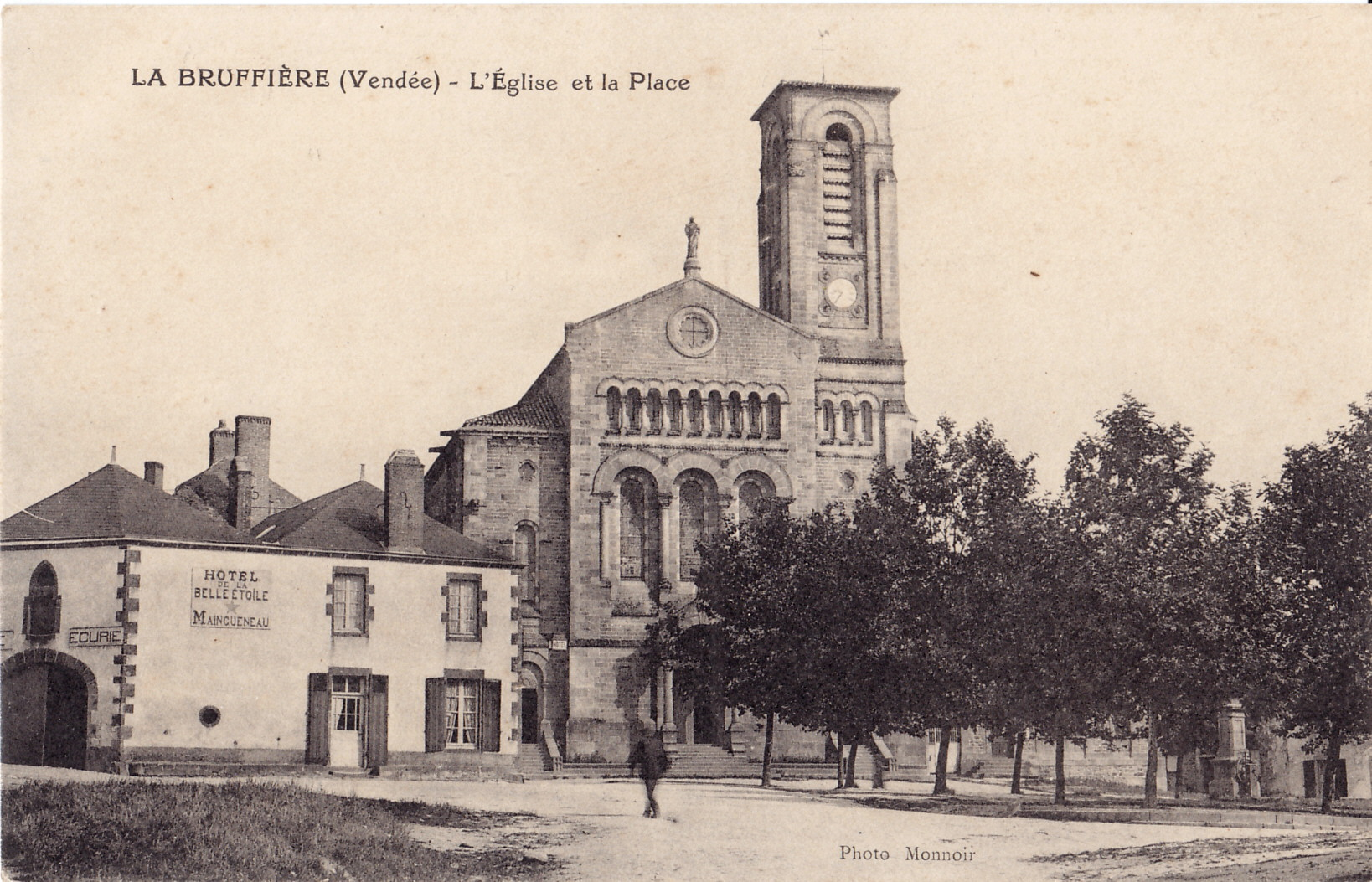
La place et l'église, au début du XX.

Avant la création des départements en 1789, La Bruffière faisait partie des marches communes à la Bretagne et au Poitou sur le plan temporel, et de la Bretagne (diocèse de Nantes) sur le plan spirituel.
Ses habitants sont appelés Bruffièriens et Bruffièriennes.

## Géographie

### Localisation
Le territoire municipal de La Bruffière s’étend sur 4 066 hectares. L’altitude moyenne de la commune est de 75 mètres, avec des niveaux fluctuant entre 35 et 77 mètres,.
La commune de La Bruffière se situe au croisement des départements de la Vendée, de Maine-et-Loire et de la Loire-Atlantique. C'est au lieu-dit des Trois-Provinces, à 3 km du bourg, que les anciennes provinces de la Bretagne, de l'Anjou et du Poitou se rejoignent.
La Bruffière est située à 47 km de Nantes, 30 km de Cholet et 54 km de La Roche-sur-Yon. La commune s'étend sur 4 044 ha de bocage au nord-est de la Vendée. Elle est bordée par la Sèvre Nantaise, rivière qui se jette dans la Loire à Nantes.

### Communes limitrophes
| Cugand La Bernardière | Boussay (Loire-Atlantique) | Torfou (Sèvremoine) (Maine-et-Loire) |
|                       | La Bruffière               | Tiffauges                            |
| Treize-Septiers       | La Boissière-de-Montaigu   | Les Landes-Genusson                  |

### Climat
Pour des articles plus généraux, voir Climat des Pays de la Loire et Climat de la Vendée.
En 2010, le climat de la commune est de type climat océanique altéré, selon une étude du CNRS s'appuyant sur une série de données couvrant la période 1971-2000. En 2020, Météo-France publie une typologie des climats de la France métropolitaine dans laquelle la commune est exposée à un climat océanique et est dans la région climatique  Bretagne orientale et méridionale, Pays nantais, Vendée, caractérisée par une faible pluviométrie en été et une bonne insolation. 
Pour la période 1971-2000, la température annuelle moyenne est de 11,8 °C, avec une amplitude thermique annuelle de 13,9 °C. Le cumul annuel moyen de précipitations est de 823 mm, avec 12,1 jours de précipitations en janvier et 6,3 jours en juillet. Pour la période 1991-2020, la température moyenne annuelle observée sur la station météorologique de Météo-France la plus proche, « St-Fulgent_sapc », sur la commune de Saint-Fulgent à 18 km à vol d'oiseau, est de 12,6 °C et le cumul annuel moyen de précipitations est de 815,9 mm,. Pour l'avenir, les paramètres climatiques de la commune estimés pour 2050 selon différents scénarios d'émission de gaz à effet de serre sont consultables sur un site dédié publié par Météo-France en novembre 2022.

## Urbanisme

### Typologie
Au 1er janvier 2024, La Bruffière est catégorisée bourg rural, selon la nouvelle grille communale de densité à sept niveaux définie par l'Insee en 2022.
Elle appartient à l'unité urbaine de La Bruffière, une unité urbaine monocommunale constituant une ville isolée,. Par ailleurs la commune fait partie de l'aire d'attraction de Montaigu-Vendée, dont elle est une commune de la couronne,. Cette aire, qui regroupe 8 communes, est catégorisée dans les aires de moins de 50 000 habitants,.

### Occupation des sols
L'occupation des sols de la commune, telle qu'elle ressort de la base de données européenne d’occupation biophysique des sols Corine Land Cover (CLC), est marquée par l'importance des territoires agricoles (94,1 % en 2018), en diminution par rapport à 1990 (96,3 %). La répartition détaillée en 2018 est la suivante : 
terres arables (52,1 %), zones agricoles hétérogènes (22,1 %), prairies (19,9 %), zones urbanisées (3,9 %), forêts (1,2 %), zones industrielles ou commerciales et réseaux de communication (0,8 %). L'évolution de l’occupation des sols de la commune et de ses infrastructures peut être observée sur les différentes représentations cartographiques du territoire : la carte de Cassini (XVIIIe siècle), la carte d'état-major (1820-1866) et les cartes ou photos aériennes de l'IGN pour la période actuelle (1950 à aujourd'hui).

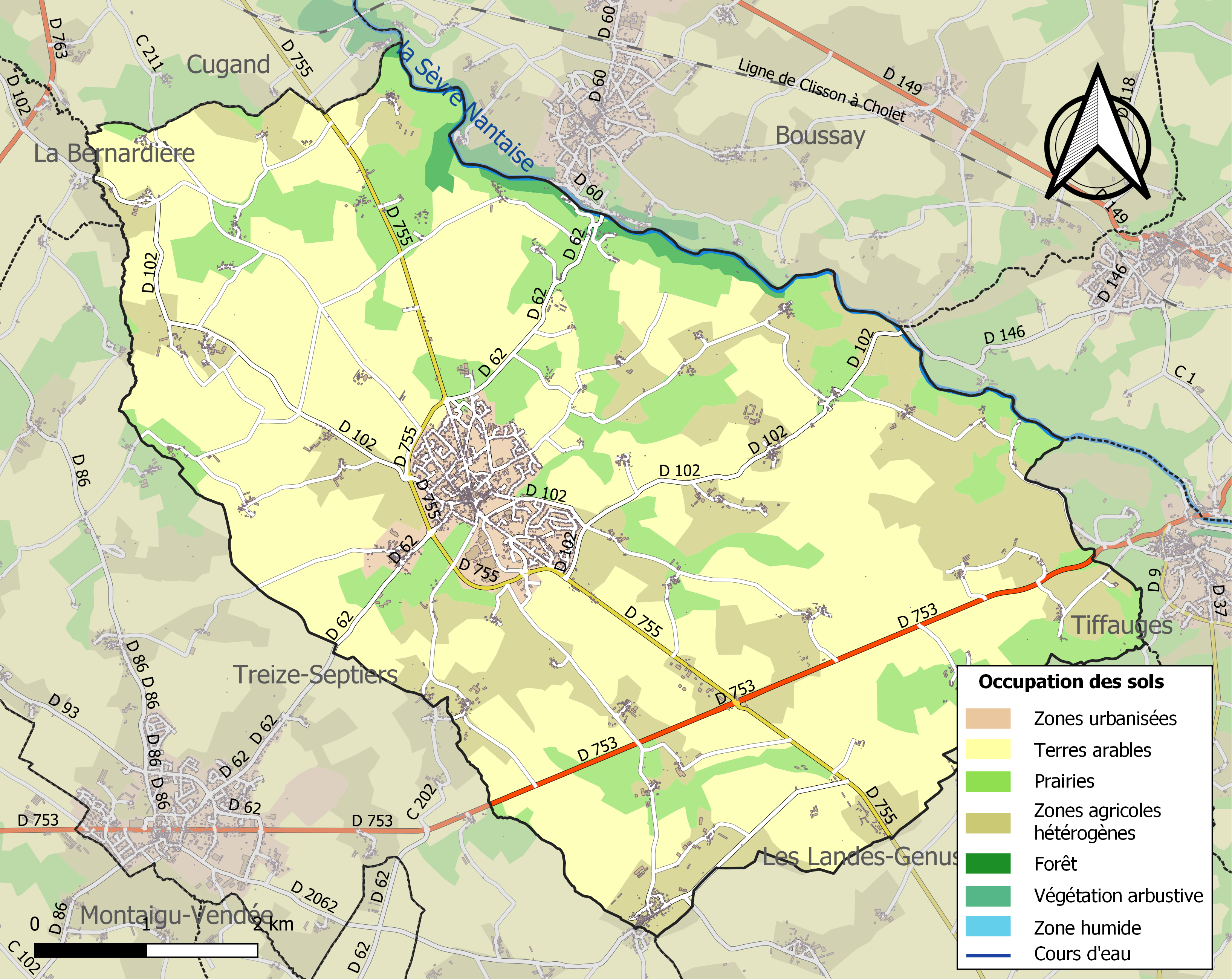
Carte des infrastructures et de l'occupation des sols de la commune en 2018 (CLC).

## Toponymie
Sous le nom de « Brefer » apparaît la première mention du bourg dans une charte en 1287.
En poitevin, la commune est appelée La Brfére.
Le dialecte local est traditionnellement de langue d'oil (influence du poitevin, gallo et angevin).

## Histoire
Durant le haut Moyen Âge d'incessantes querelles opposent Bretons, Francs et Wisigoths. Elles aboutissent, en 983, à la création de zones « tampons » : Marches Bretagne-Poitou. Entre Bretagne et Poitou, les hautes marches communes sont constituées de Cugand, Boussay, Gétigné et la Bruffière, leur capitale jusqu'à la Révolution française de 1789.
En 1287, le village s'articule alors autour de la demeure[Laquelle ?], toujours présente, des « de Coucy ». Sur le linteau d'une de ses portes est gravé le blason des anciennes Marches communes. Un seigneur de la Bruffière de Coucy accompagne Gilles de Rais dans l'épopée de la Jeanne d'Arc.
Saint-Symphorien (à 4 km au sud du bourg), jadis lieu de pèlerinage et d'une foire importante, voit se développer un prieuré, administré par les moines de l'ordre de Saint Augustin de Geneston, où un hospice pour les pauvres y est annexé. Seul le portail d'entrée nous est parvenu après la Guerre de Vendée ; le hameau est en effet dévasté par les troupes de Kléber, au cours de la bataille des 5 et 6 octobre 1793.
La Guerre de Vendée et les Colonnes infernales saignent cruellement la commune (3 000 habitants avant les événements, 726 seulement en 1826). Pendant le conflit, les habitants rejoignent l'armée vendéenne du Centre, sous les ordres de Sapinaud et Royand. En janvier 1796, le général Charrette est amené dans un traquenard au logis de "la Grange" (demeure du XVIe siècle), au nord du bourg, d'où il s'échappe après de lourdes pertes humaines (voir bataille de La Bruffière).
La Bruffière est de nouveau éprouvée dans ses forces vives par les deux conflits mondiaux : 133 morts pendant la Première Guerre mondiale  et 11 pendant la Seconde.
Depuis 1945, les performances de l'agriculture locale, le dynamisme de l'artisanat et de l'industrie, avec, notamment, le groupe Defontaine (leader mondial de la couronne automobile), et la richesse de la vie associative font de La Bruffière une ville dynamique.

## Politique et administration

### Rattachements administratifs et électoraux
La commune se trouve depuis 1810 dans l'arrondissement de La Roche-sur-Yon du département de la Vendée. Pour l'élection des députés, elle fait partie depuis 1958 de la quatrième circonscription de la Vendée.
Après avoir été fugacement le chef-lieu du canton de La Bruffiere en 1793, la commune a été rattachée en 1801 au  canton de Montaigu. Dans le cadre du redécoupage cantonal de 2014 en France, la commune est désormais intégrée au canton de Mortagne-sur-Sèvre.

### Intercommunalité
La commune était membre de la communauté de communes Terres-de-Montaigu, créée en 2002 et qui succédait au  district de Montaigu créée en 1969.
Dans le cadre des prescriptions de la loi NOTRe du 7 août 2015, le gouvernement élève à 15 000 habitants le seuil minimal des intercommunalités à fiscalité propre dans le but d’obtenir des territoires plus cohérents, adaptés aux « bassins de vie » et dotés d’une capacité de mutualisation plus importante, la petite communauté de communes du Canton-de-Rocheservière fusionne avec les Terres de Montaigu, formant le 1er janvier 2017 une nouvelle structure dénommée Terres-de-Montaigu, communauté de communes Montaigu-Rocheservière, dont La Bruffière est désormais membre.

## Population et société

### Démographie

#### Évolution démographique
L'évolution du nombre d'habitants est connue à travers les recensements de la population effectués dans la commune depuis 1800. Pour les communes de moins de 10 000 habitants, une enquête de recensement portant sur toute la population est réalisée tous les cinq ans, les populations de référence des années intermédiaires étant quant à elles estimées par interpolation ou extrapolation. Pour la commune, le premier recensement exhaustif entrant dans le cadre du nouveau dispositif a été réalisé en 2007.

En 2022, la commune comptait 4 015 habitants, en évolution de +2,4 % par rapport à 2016 (Vendée : +5,33 %, France hors Mayotte : +2,11 %).
| 1800 | 1806  | 1821  | 1831  | 1836  | 1841  | 1846  | 1851  | 1856  |
| ---- | ----- | ----- | ----- | ----- | ----- | ----- | ----- | ----- |
| 726  | 1 613 | 2 287 | 2 350 | 2 386 | 2 380 | 2 409 | 2 495 | 2 609 |

| 1861  | 1866  | 1872  | 1876  | 1881  | 1886  | 1891  | 1896  | 1901  |
| ----- | ----- | ----- | ----- | ----- | ----- | ----- | ----- | ----- |
| 2 696 | 2 813 | 2 831 | 2 897 | 2 959 | 3 057 | 3 115 | 3 000 | 2 872 |

| 1906  | 1911  | 1921  | 1926  | 1931  | 1936  | 1946  | 1954  | 1962  |
| ----- | ----- | ----- | ----- | ----- | ----- | ----- | ----- | ----- |
| 2 816 | 2 642 | 2 519 | 2 533 | 2 565 | 2 521 | 2 505 | 2 344 | 2 624 |

| 1968  | 1975  | 1982  | 1990  | 1999  | 2006  | 2007  | 2012  | 2017  |
| ----- | ----- | ----- | ----- | ----- | ----- | ----- | ----- | ----- |
| 2 759 | 2 974 | 2 986 | 2 980 | 3 101 | 3 342 | 3 378 | 3 794 | 3 943 |

| 2022  | - | - | - | - | - | - | - | - |
| ----- | - | - | - | - | - | - | - | - |
| 4 015 | - | - | - | - | - | - | - | - |

#### Pyramide des âges
En 2018, le taux de personnes d'un âge inférieur à 30 ans s'élève à 36,8 %, soit au-dessus de la moyenne départementale (31,6 %). À l'inverse, le taux de personnes d'âge supérieur à 60 ans est de 21,9 % la même année, alors qu'il est de 31,0 % au niveau départemental.
En 2018, la commune comptait 1 981 hommes pour 1 991 femmes, soit un taux de 50,13 % de femmes, légèrement inférieur au taux départemental (51,16 %).
Les pyramides des âges de la commune et du département s'établissent comme suit.

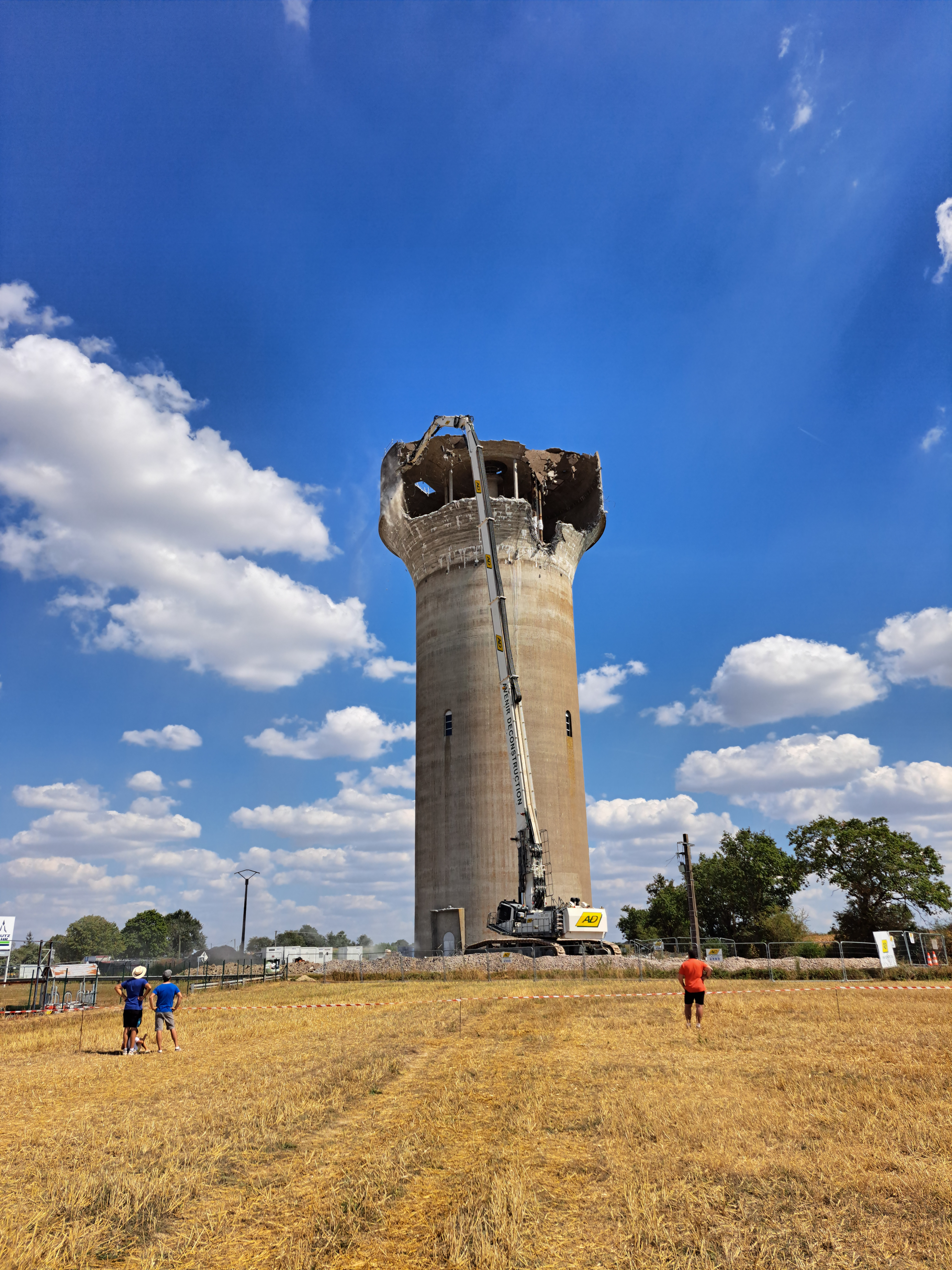
Château d'eau. Déconstruction, été 2022

| Hommes | Classe d’âge | Femmes |
| ------ | ------------ | ------ |
| 0,6    | 90 ou +      | 1,3    |
| 6,2    | 75-89 ans    | 8,3    |
| 13,0   | 60-74 ans    | 14,4   |
| 20,6   | 45-59 ans    | 19,3   |
| 22,0   | 30-44 ans    | 20,7   |
| 15,7   | 15-29 ans    | 13,4   |
| 21,9   | 0-14 ans     | 22,7   |

| Hommes | Classe d’âge | Femmes |
| ------ | ------------ | ------ |
| 0,8    | 90 ou +      | 2,2    |
| 8,7    | 75-89 ans    | 11,1   |
| 20,3   | 60-74 ans    | 21,3   |
| 20     | 45-59 ans    | 19,4   |
| 17,5   | 30-44 ans    | 16,8   |
| 15     | 15-29 ans    | 13,2   |
| 17,7   | 0-14 ans     | 16,1   |

## Économie et industrie
L'entreprise Defontaine, spécialisée dans la fabrication de composants pour les industries aéronautique et automobile (149M € CA, 700 p.), est installée sur la commune.

## Culture locale et patrimoine

### Lieux et monuments
- Le château d'eau

Au lieu-dit « Les Quatre Routes », se dressait l'un des plus hauts châteaux d'eau du monde. Prévu pour alimenter 72 communes, il s'élevait à 62 m. Sa cuve avait 30 m de profondeur pour un volume de 6 000 m3 et le diamètre de sa tour était de 19,50 m . Pendant sa construction cinq ouvriers décèdent lors d'un tragique accident. La construction se termine en 1960. À cette époque, le château d'eau de La Bruffière était le plus haut de France et le second plus haut d’Europe. Il a été déconstruit en 2022.
- L'église

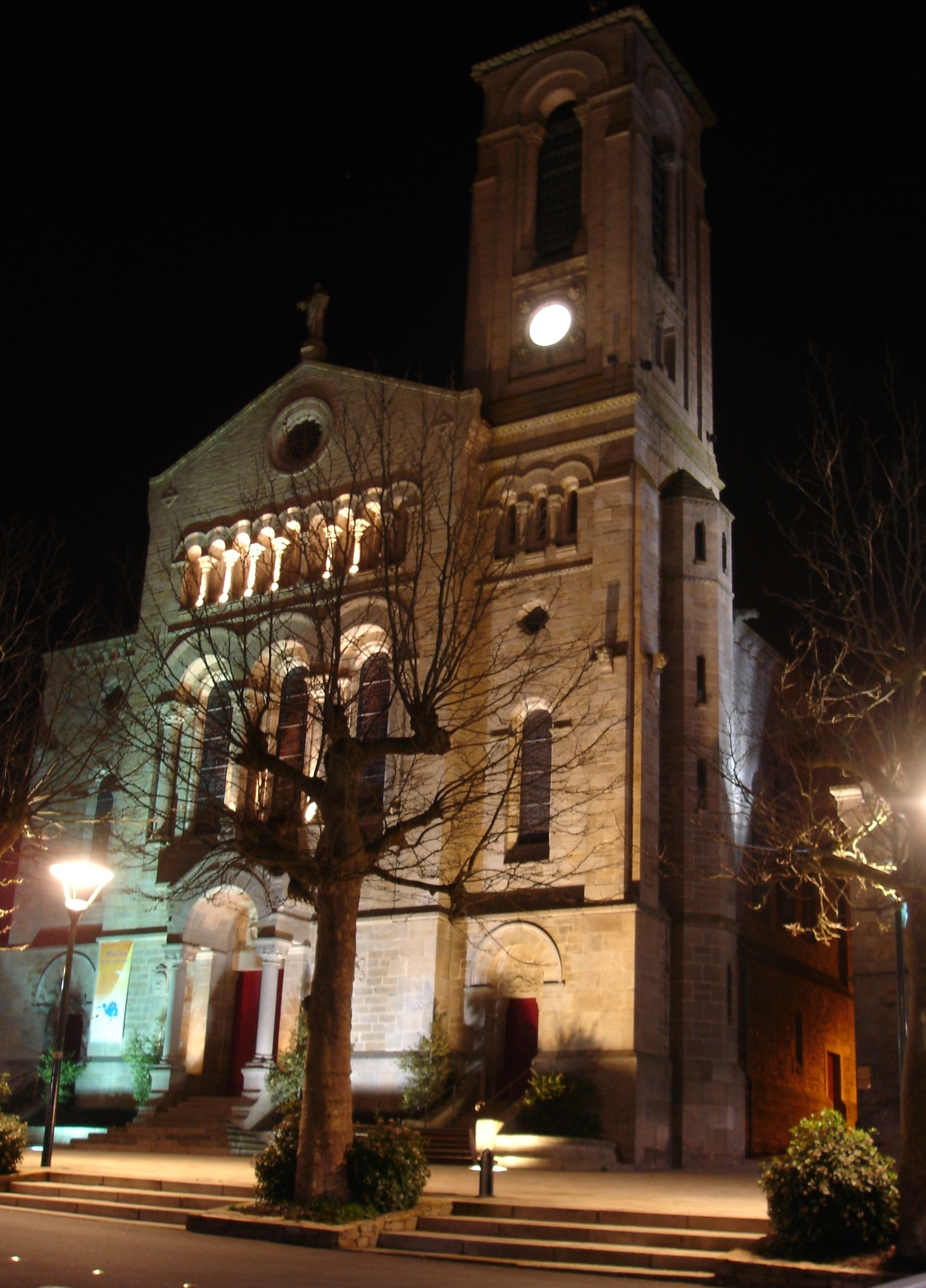
L'église Sainte-Radegonde.

L'actuelle église Sainte-Radegonde fut construite en 27 mois et achevée en avril 1891 sous la conduite de l'architecte nantais René Michel Menard (1843-1895). Elle fut en grande partie financée et érigée par la cardinal Richard, de Paris, possédant le château de l'Echasserie. Elle appartient au style néo-roman mais l'intérieur de l'édifice pencherait plus vers le roman-byzantin par le choix des matériaux et de leur agencement. Les voûtes du chœur sont particulièrement remarquables.
- Le château de l'Échasserie[36].

Le premier seigneur connu de l'Echasserie, Guillaume Sauvage, cède ce domaine aux templiers, au début du XIIIe siècle. Ces derniers le revendent très vite aux Charbonneau qui l'occuperont pendant quinze dynasties, jusqu'en 1738. Ce château devient bientôt la résidence de Charles Serventeau, premier maire de la Bruffière, qui fut assassiné dans des circonstances obscures (probablement par les jeunes paysans de la commune exaspéré par le révolutionnaire qu'il était)  le 11 mars 1793.
Louis François Richard de la Vergne achète l'Echasserie et les dépendances en 1806. Son plus jeune fils, François Richard de La Vergne, reçoit la calotte de cardinal de Paris en 1889 par le pape Léon XIII. Il achève la construction du Sacré-Cœur de Montmartre. Par héritages successifs, uniquement par les femmes, le château devient la propriété de Jeanne de Quatrebarbes, épouse du marquis Guy du Rosel de Saint-Germain, propriétaire actuelle
- Le logis de La Grange

En janvier 1796, Charette y soutient l'un de ses derniers combats. Alors qu'il s'y repose avec ses troupes, il manque de peu d'y être capturé. Protégé par son arrière-garde (qui sera anéantie dans la fusillade), il parvient à s'échapper par une porte dérobée (voir bataille de La Bruffière).
- Les 3 monuments aux morts : celui de la commune, qui compte 139 noms, au cimetière du bourg, de la paroisse, à l'église Sainte-Radégonde où sont répertoriés 116 noms, dont les prêtres, et au cimetière de Saint-Symphorien, qui comporte 24 noms. Ces monuments commémorent les Morts pour la France de la Première Guerre mondiale, de la  Seconde, de la Guerre d'Indochine  et de la Guerre d'Algérie[38]

## Personnalités liées à la commune
- Vincent Ansquer (1925-1987), maire de La Bruffière, conseiller général, député, président du conseil régional, membre du Parlement européen, fondateur du Prix national de l’art de Vivre, ministre du Commerce et de l’Artisanat de 1974 à 1976 sous le gouvernement Chirac puis ministre de la Qualité de la Vie de 1976 à 1977 sous le gouvernement Barre.
- Le cardinal François-Marie-Benjamin Richard de La Vergne (1819-1908), archevêque de Paris à partir de 1886. Il achève la construction du Sacré-Cœur de Montmartre et le consacre. Il reçoit la calotte de cardinal des mains du pape Léon XIII en 1889.
- L'abbé Hippolyte Boutin (1849-1901), prêtre, auteur d'ouvrages de piété et d'histoire locale.
- Le chanoine Georges Duret (1887-1943), résistant, écrivain, poète, philosophe, critique d'art et homme d'Église[39].

## Héraldique
| Blason | Blasonnement : D'azur aux trois macles d'or accompagnées de trois fleurs de lys du même mal ordonnées. |